# Hans-Jürgen Kowalkowski
Hans-Jürgen Kowalkowski (* 27. Februar 1922; † unbekannt) war ein deutscher Fußballspieler.

## Karriere

### Vereine
Kowalkowski gehörte dem Eimsbütteler TV als Torhüter an, für den er von 1939 bis 1942 in der Gauliga Nordmark spielte. Er bestritt Punktspiele in einer von zunächst 16, später auf 23 aufgestockten Gauligen zur Zeit des Nationalsozialismus als einheitlich höchste Spielklasse im Deutschen Reich. Seine Premierensaison, die in zwei Gruppen zu sechs Mannschaften ausgetragen wurde, schloss er mit seiner Mannschaft als Sieger der Gruppe 1 ab. Das in Hin- und Rückspiel ausgetragene Meisterschaftsendspiel gegen den Sieger der Gruppe 2, den Hamburger SV, gewann sein Verein im Gesamtergebnis mit 10:1. Diesen Titel gewann er mit seiner Mannschaft zwei Jahre später erneut, da diese sich mit zwei Punkten Vorsprung vor dem Hamburger SV durchsetzte. Durch diese beiden Erfolge war seine Mannschaft als Teilnehmer an den jeweiligen Endrunden um die Deutsche Meisterschaft qualifiziert. Er selbst kam lediglich in den sechs Spielen der Gruppe 2 vom 12. bis 23. Mai 1940 zum Einsatz und schied mit seiner Mannschaft als Zweitplatzierter hinter dem Dresdner SC aus dem Wettbewerb aus, da nur die Gruppensieger ins Halbfinale gelangten. Im 1935 eingeführten Wettbewerb um den Tschammerpokal, den Pokalwettbewerb für Vereinsmannschaften, kam er einzig am 18. August 1940 bei der 0:3-Erstrundenniederlage gegen den Spandauer SV zum Einsatz.
Nach dem Ende des Zweiten Weltkriegs spielte er für den Eimsbütteler TV zunächst in der Stadtliga Hamburg. Die Saison 1947/48 spielte er in der in zwei Staffeln unterteilten Verbandsliga Hamburg. Von 1948 bis 1952 spielte er in der Oberliga Nord, neben der Stadt- ab 1950/51 Vertragsliga Berlin, eine von fünf Oberligen als einheitlich höchste Spielklasse im deutschen Fußball.
Mit dem Wechsel zum Ligakonkurrenten FC St. Pauli zur Saison 1952/53 gehörte er diesen noch in der Saison 1957/58 an. Am Saisonende 1953/54 erreichte er mit seiner Mannschaft als Zweitplatzierter hinter Hannover 96 die beste Platzierung während seiner Vereinszugehörigkeit. Mit 24 Punktspielen in der Saison 1954/55 erreichte er seine größte Anzahl an Oberligaspielen. Sein letztes Oberligaspiel bestritt er am 27. Oktober 1957 (12. Spieltag) beim 3:1-Sieg im Heimspiel gegen den VfL Osnabrück. Von dem am 14. Februar 1954 (24. Spieltag) mit 2:0 gegen den Bremer SV gewonnenen Heimspiel an gerechnet, bestritt er insgesamt 37 Punktspiele in der höchsten deutschen Spielklassen.

### Auswahlmannschaft
Als Spieler der Gauauswahlmannschaft Nordmark nahm er auch am Wettbewerb um den Reichsbundpokal teil. In der Saison 1941/42 drang seine Mannschaft bis ins Finale vor, das am 15. November 1942 im Essener Uhlenkrugstadion mit 1:2 gegen die Gauauswahlmannschaft Niederrhein verloren wurde.

## Erfolge
- Gaumeister Nordmark 1940, 1942
- Reichsbundpokal-Finalist 1942